# Церква Різдва Пресвятої Богородиці (Вилкове)
Церква Різдва Пресвятої Богородиці — храм Древлеправославної церкви України, розташований в місті Вилкове Одеської області України.

## Історія
З історії заснування поселення Липованське веде свій початок й історія церкви, оскільки старовіри на новому місці проживання в першу чергу влаштовували місце для молінь. Наприкінці XVIII cт. в поселенні зведена очеретяна каплиця на честь Покрова Пресвятої Богородиці. Вона згадується і в даних С.Корниловича на 1827 рік. Іван Аксаков, що побував в Бессарабії у 1848 році з метою вивчення становища старовірів за дорученням Міністерства внутрішніх справ, зазначав, що довгий час при церкві не було постійного священника. Віряни збиралися на молитви в неділю, але таїнства не було кому здійснювати. Діти по 6 та більше років були нехрещеними, молоді пари – невінчані. Через відсутність постійного священника в цей час старовірам посада доводилося користуватися послугами священників-втікачів або їхати за здійсненням таїнств за Дунай.
Покровська каплиця декілька разів страждала від пожеж. Після пожежі 1849 року за офіційним дозволом влади вона була відбудована. Але у 1853 році й вона згорає. Після цієї трагічної події на загальних зборах старовіри вирішують спорудити капітальну церкву. На це потрібні були час та гроші, тому поки будувалася нова церква, старовіри звели тимчасовий молитовний будинок. Він знаходився навпроти школи №2. Це місце називали "молельним".
Будівництво нової церкви відбувалося з 1854 по 1857 роки. Дубовий ліс для зведення церкви привозили з острова Летя. Ліс рубили з дозволу тульчинського губернатора Садик-паши (Михайла Чайковського). Освячена новозведена церква ізмаїльським єпископом Аркадієм Васлуйським у 1857 році в день Різдва Пресвятої Богородиці. 
Декілька десятиліть при новозбудованій церкві не було дзвіниці. Скликали на молитовні служби "білом" (палицею), яким гупали по камбану (чавунній дошці). Кам'яна дзвіниця при церкві заввишки 32 метри, з 6 дзвонами була споруджена у 1873 р.

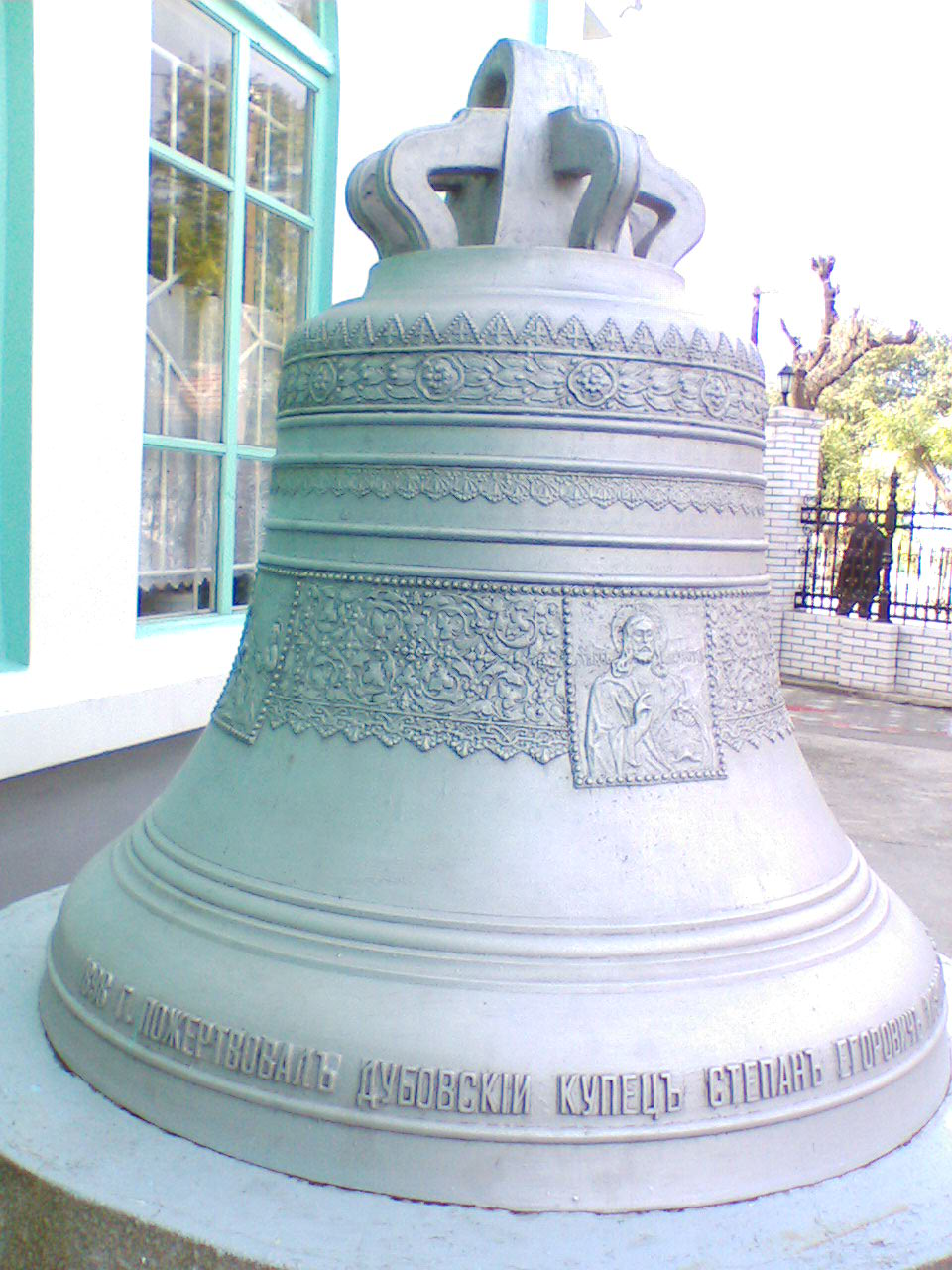
Дзвін. 1898.

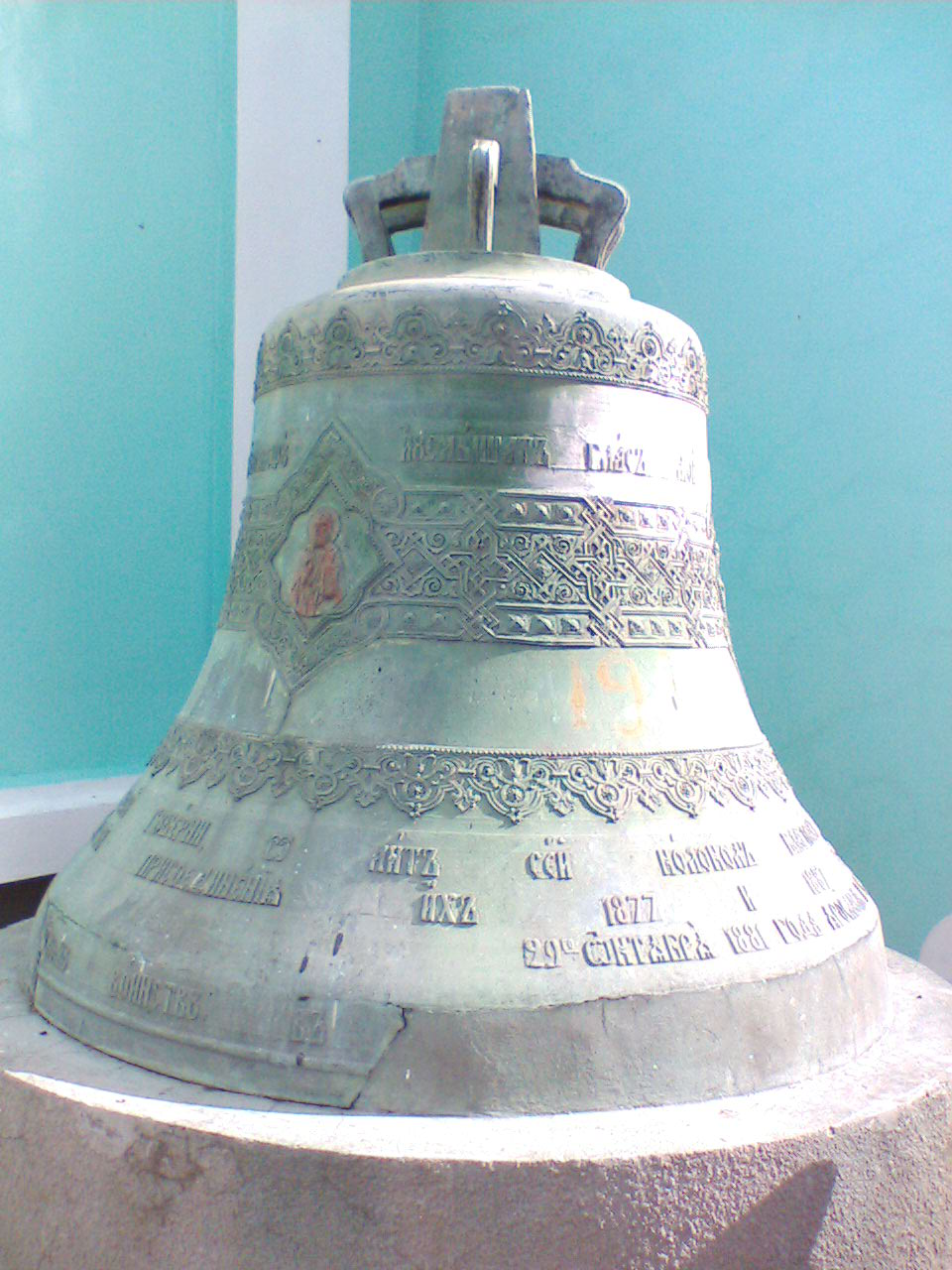
Дзвін.1881.

З 1882 року вилківські старовіри намагаються отримати дозвіл на зведення нової церкви, оскільки кількість мешканців поселення збільшилась з часів спорудження церкви вдвічі та церква з великими труднощами вміщала усіх бажаючих. Але дозволу не надавали не лише на зведення нової, а й навіть на розширення існуючої. Врешті у червні 1887 року церква визнана губернською комісією затісною та застарілою, а в листопаді 1888 року губернським інженером Гаскетом розроблений план перебудови церкви та складена смета. Але далі справа не просунулася. У 1893 році дозволена реконструкція церкви за власний рахунок старовірів з величезними обмеженнями. Забороняється замінювати дерев'яно-валькові стіни кам'яними, змінювати зовнішній вигляд споруди – ні внутрішня площа споруди, ні її висота не могли бути збільшені. Лише у 1897 році церква Різдва Пресвятої Богородиці була капітально відремонтована та розширена.  У 1901 році церква була обнесена ажурною кованою огорожею.
Прибічники древлего православ'я в Вилковому впродовж ХХ ст. перебували під російською, румунською, радянською владою, пристосовувались до законів тієї чи іншої держави. У вересні 1962 року розпорядженням державних органів церква була офіційно закрита і віддана під рибний склад. Окремі церковні книги та ікони змогли перенести до Нікольської церкви. В лютому 1980 року більша частина будівлі колишньої церкви Різдва Пресвятої Богородиці знищена пожежею. Відродження церкви за ініціативою небайдужих прихожан почалося в 1990-і роки. 12 вересня 1993 року вважається другим народженням храму. З 21 вересня 1993 року розпочато постійне служіння в церкві. 21 вересня 1995 року в ній посвячений в настоятелі молодий диякон о. Сергій (Столярчук), який служить і дотепер.
У ніч на 6 квітня 2017 року біля церкви згоріла господарська будівля.

## Настоятелі храму
- Тимофій (Васильєв)
- Порфирій (Гончаров)
- Григорій (Гончаров)
- Леонтій (Семибратнєв)
- Євфімій (Тихонов)
- Іоанн (Суслов)
- Максим (Кірсанов)
- Моісей (Сипаткін)
- Сергій (Столярчук)

## Примітка
1. ↑  [Корнилович С.И.] (1899). Статистическое описание Бессарабии собственно так называемой, или Буджака. Аккерман. с. 128.
2. ↑  Аксаков, И.О. (1888). О бессарабских раскольниках. Русский архив. №11. с. 443.
3. 1 2  Федорова, А.И. (2008). История возникновения вилковских старообрядческих церквей и монастыря. Липоване: история и культура русских-старообрядцев. Вып.V. с. 39—50.
4. 1 2 3 4  Силантьева-Скоробогатова, В.; Касим, Г. (1996). Вилково: город в дельте Дуная: К 250-летию основания. Одесса. с. 39—42. ISBN 966-555-020-9.
5. ↑  Федорова, Алла (2023). Вилково (Липованское). Древлеправославный христианский календарь.2023. с. 218.
6. ↑  В Одесской области тушили пожар на территории церкви. Архів оригіналу за 10 квітня 2017. Процитовано 6 квітня 2017.

| Церква (споруда) | Це незавершена стаття про церковну будівлю. Ви можете допомогти проєкту, виправивши або дописавши її. |